# Нестандартний аналіз
Нестандартний аналіз — виник як розділ математичної логіки, присвячений застосуванню теорії нестандартних моделей до досліджень в традиційних галузях математики: математичному аналізі, теорії функцій, топології та ін.

## Історія виникнення
У нестандартному аналізі реалізується висхідна ідея Лейбніца та його послідовників про існування нескінченно малих величин, відмінних від нуля, — ідея, яка в історичному розвитку математичного аналізу була замінена поняттям межі змінної величини в середині XIX століття . У рамках теоретико-множинної концепції на початку XX століття склалося досить догматичне судження про принципову неможливість реабілітації актуальних нескінченно малих і великих величин і з середини тридцятих до початку шістдесятих років XX століття актуально нескінченні величини в математиці були заборонені як некоректні, а поняття межі було оголошено єдиним інструментом суворого обґрунтування аналізу.
Курт Гедель писав у 1973: «Є вагомі підстави вважати, що нестандартний аналіз, в тій чи іншій формі, стане аналізом майбутнього».
У розумінні наших днів нестандартний аналіз — загальний математичний метод, заснований на уявленнях про актуально нескінченних величинах. Зараз нестандартний аналіз будується аксіоматично в рамках нових варіантів теорії множин, серед яких найпоширеніші теорія внутрішніх множин Нельсона і теорія зовнішніх множин Каваї. Ці теорії будуються на формалізації ідей, висхідних до найдавніших уявлень про відмінність актуальної і потенційної нескінченностей. При цьому нові теорії володіють незрівнянно більш широкими можливостями.
Змістовним вихідним пунктом аксіоматики нестандартного аналізу є уявлення про те, що в кожному математичному об'єкті можуть бути елементи тільки двох типів. Елементи першого типу доступні нам або прямим або потенційно нескінченним способом у тому сенсі, що ми можемо або вказати такі елементи безпосередньо або довести їх існування і єдиність, використовуючи вже наявні в нашому розпорядженні доступні об'єкти. Об'єкти цього типу називають стандартними, а інші — нестандартними.
Нестандартний аналіз постулює, що в кожній нескінченній множині об'єктів є хоча б один нестандартний елемент — принцип ідеалізації. При цьому стандартних об'єктів досить для вивчення класичних математичних властивостей будь-яких об'єктів — принцип переносу. Є також можливість задавати стандартні об'єкти, відбираючи стандартні елементи з заданою властивістю — принцип стандартизації.
Число, яке не є нескінченно великою, називають кінцевим. Два числа називають нескінченно близькими, якщо різниця між ними нескінченно мала. Можна довести, що кожне кінцеве число нескінченно близько до єдиного стандартного числа — до своєї стандартної частини. Числа, нескінченно близькі до даного кінцевого числа, складають його монаду. Монади не є звичайними множинами. Монади різних стандартних чисел попарно не перетинаються, але в об'єднанні охоплюють всі кінцеві числа. Важливо розуміти, що нестандартний аналіз використовує нове первинне поняття — властивість об'єкта бути чи не бути стандартним. У «стандартної» математики ці відмінності невимовно, і тому в ній не можна говорити про актуальні нескінченно великих і безкінечно малих постійних величинах. При цьому формальна теорія нестандартного аналізу -консервативне розширення класичної. Тобто будь-яке судження класичної математики, доведене за допомогою нестандартного аналізу, може бути встановлено і без використання нових методів.
У той же час нестандартний аналіз здатний вивчати властивості актуально нескінченних об'єктів, пропонуючи нові методи моделювання, недоступні стандартної математики. Можна сказати, що нестандартний аналіз вивчає ті самі математичні об'єкти, що і стандартна математика. Однак у кожному такому об'єкті він бачить додаткову внутрішню структуру, яка звичайної математикою повністю ігнорується. Нестандартний аналіз відкриває внутрішню структуру класичних математичних об'єктів, наповнених як доступними, так і уявними елементами.